# 文家阁水库
文家阁水库是中国四川省广元市苍溪县石门乡境内的一座水库，位于嘉陵江小支流插江上，建于1984年。水库正常库容为748万立方米，集雨面积为11平方千米，海拔为588.8米。